# Pteromonnina linearifolia
Pteromonnina linearifolia är en jungfrulinsväxtart som först beskrevs av Hipólito Ruiz López och Pav., och fick sitt nu gällande namn av B. Eriksen. Pteromonnina linearifolia ingår i släktet Pteromonnina och familjen jungfrulinsväxter. Inga underarter finns listade i Catalogue of Life.